# روبرت س. موراي
روبرت س. موراي (بالإنجليزية: Robert C. Murray)‏ هو عسكري أمريكي، ولد في 10 ديسمبر 1946 في ذا برونكس في الولايات المتحدة، وتوفي في 7 يونيو 1970 في Hiệp Đức district ‏ في فيتنام.